# Parahyba United
El Parahyba United Clube fue un Equipo/ Club de Fútbol de la Ciudad de João Pessoa, en el Estado del Paraíba, del Brasil.  Jugaba en el Campeonato Paraibano de Fútbol.  
- Datos: Q10344559